# Newtown, Derbyshire
Newtown är en ort i civil parish New Mills, i distriktet High Peak, i grevskapet Derbyshire, i England. Newtown var en civil parish 1894–1934 när blev den en del av New Mills. Civil parish hade 1 421 invånare år 1931.